# Alex Sceberras Trigona
Alexander Sceberras Trigona (Sliema, 3 marzo 1950) è un politico maltese, Ministro degli affari esteri di Malta dal 1981 al 1987 durante i governi guidati da Dom Mintoff e da Karmenu Mifsud Bonnici.